# РПГ-18
РПГ-18 «Муха» (ТКБ-076, індекс ГРАУ — 6Г12) — перша радянська ручна реактивна протитанкова граната. Аналог M72 LAW.
Призначена для боротьби з танками, БМП, самохідними артилерійськими установками та іншими броньованими об'єктами противника, а також може бути використаний для знищення живої сили ворога, що знаходиться в легких укриттях і спорудах міського типу. Прийнятий на озброєння радянською армією у 1972 році на заміну ручній протитанковій кумулятивній гранаті РКГ-3. Завдяки дешевизні, легкості використання і малій вазі активно застосовується різноманітними терористичними групами, найманцями, партизанами тощо.

## Історія створення
До 1972 року на озброєнні піхоти радянської армії була штатна ручна протитанкова граната РКГ-3 з абсолютно незадовільними на той час ТТХ. В американській армії вже з 1962 року застосовувався одноразовий ручний динамореактивний протитанковий гранатомет M72 LAW. Кілька взірців американського М72 були викрадені радянськими розвідниками в ході В'єтнамської війни у 1967 році. Саме на його основі тульські зброярі розпочали розробку ручного протитанкового гранатомета одноразового використання, призначеного для посилення протитанкової оборони мотострілецьких підрозділів. У 1971 році відбулись перші полігонні випробування нового зразка протитанкової зброї, і після вдалих результатів гранатомет був прийнятий на озброєння Радянської Армії у квітні 1972 року під позначенням РПГ-18 «Муха».
Виготовлявся до 1993 року. Всього було випущено близько 1,5 млн РПГ-18. Її вартість на міжнародному ринку озброєння за цінами тих років становила 721 долар США.

## Конструкція
Гранатомет складається з двох основних елементів: пускового пристрою і власне реактивної гранати.

### Пусковий пристрій
Пусковий пристрій складається із гладкоствольної телескопічної конструкції (зовнішньої та внутрішньої труб), ударно-спускового механізму, механізму блокування, напрямної лінійки, прицільного пристрою. Зовнішня труба виготовлена з склопластикової тканини марки Т13, просоченої лаком ЭП-5122 та має основу, кожух, дві накладки і кільце. Основа призначена для закріплення мушки, передньої кришки й антабки плечового ременя. Кожух призначений для кріплення діоптра і розташування частин спускового механізму, утримується за допомогою трьох хомутів. На трубу з лівого і правого боків наклеюють етикетки. Внутрішня труба виготовлена з алюмінієвого сплаву 65ХЗД1Т або 65ХЗАМг6М, до неї прикріплені гумове кільце і розрізна втулка, на якій розташовані корпус із спицею і напрямною лінійкою. Корпус має гніздо для розташування ударного механізму і запалювального пристрою, призначений для розташування ударного механізму, механізму блокування і запалювального пристрою.
- Ударно-спусковий механізм призначений для здійснення пострілу, який складається зі спускового пристрою й ударного механізму.
- Механізм блокування розташований в задній частині корпусу і призначений для блокування ударного механізму в похідному положенні, запобігання пострілу у разі неповного розведення труб пускового пристрою і блокування фіксатора труб у бойовому положенні; він складається з осі і важеля з пружиною.
- Напрямна лінійка призначена для зв'язування зовнішньої та внутрішньої труб та складається з планки, роз'єднувача, копіра і вушка.
- Прицільний пристрій призначений для наведення гранати в ціль. Він складається з підпружиненої мушки і діоптра, розташованих на зовнішній трубі. Мушка розташована біля дульної частини гранатомета і має оправу, в яку встановлено прозоре шкельце з прицільними марками і цифрами 5, 10, 15, 20, які відповідають відстаням 50, 100, 150, 200 м; на рівні прицільної марки 15 нанесені горизонтальні штрихи, які можна використати для визначення відстані до танка.

Визначення дальності до цілі за допомогою горизонтальних штрихів на прицільній марці <15> здійснюється наступним чином:
- якщо горизонтальні штрихи мушки вписуються у ширину фронтальної проєкції танка, то відстань до цілі 150 метрів;
- якщо горизонтальні штрихи менше ширини фронтальної проєкції танка, то відстань до цілі менша ніж 150 метрів;
- якщо горизонтальні штрихи більше ширини фронтальної проєкції танка, то відстань до цілі більша ніж 150 метрів;

Оправа має мушку для прицілювання в умовах обмеженої видимості (відстань до 70 м в середині цілі). Діоптр розташований на кожусі біля казенного зрізу зовнішньої труби і має два діоптрійних отвори: верхній - для прицілювання при температурі від 0°С до -50°С, нижній - для прицілювання при температурі від 0°С до +50°С. Верхній та нижній отвори перекриваються шторкою, для чого її нижній вигнутий кінець фіксується у крайніх положеннях ( «+» або «—») за допомогою паза в середній частині діоптра. Для ведення прицільної стрільби в умовах обмеженої видимості на відстані 70 м (в середину цілі) на оправі згори над склом є мушка, а на верхній частині запобіжної стійки — прямокутний проріз.

### Кумулятивна реактивна граната
Граната ПГ-18 складається з головної частини і реактивного двигуна. Головна частина гранати призначена для враження цілі і складається з корпусу з упорною втулкою, обтічника, струмопровідного конуса з обгорткою й ізоляційною втулкою, притискного кільця, прокладки, ізолятора воронки з провідником, екрана з втулкою і розривного заряду з вибухової речовини марки «Окфол». До обтічника вгвинчується головна частина, а в донне вічко вставляється донна частина підривника. Реактивний двигун гранати призначений для надання гранаті початкової швидкості. Він складається з перехідного дна, передньої та задньої діафрагми, камери, одношашкового порохового заряду з пороху ППК-5, запалювача; вузла форсування, який має диск, пробку і трубку (газохід), сопла, стабілізатора і запалу.

## Порядок роботи
Для переведення гранатомету з похідного положення в бойове необхідно:
- взяти гранатомет лівою рукою знизу біля середини зовнішньої труби, а кистю правої руки - за казенну частину пускового пристрою;
- віджати задню стяжку і відкинути донизу задню кришку;
- розвести труби пускового пристрою до упору;
- покласти гранатомет на праве плече і звести ударно-спусковий механізм (повернути діоптр прицільного пристрою назад до упора, в напрямку казенної частини і відпустити його);
- спрямувати гранатомет у бік цілі.

Для прицілювання необхідно правим оком дивитися через визначений отвір діоптра таким чином, щоб вершина косинця потрібної прицільної марки була розташована в центрі отвору, і сполучити її з точкою прицілювання на цілі. Для здійснення пострілу необхідно плавно натискати на спусковий важіль шептала, доки не здійсниться постріл. Для припинення стрільби необхідно встановити гранатомет на запобіжник, для чого повернути діоптр назад до відмови, повернути запобіжник за рухом годинникової стрілки і завести його лівим виступом до паза кожуха і відпустити діоптр. Граната розряджається пострілом у бік противника.
Для того щоб зняти гранатомет із запобіжника, необхідно вивести запобіжник із паза. У разі осічки необхідно звести ударно-спусковий механізм, здійснити прикладку, прицілювання і натиснути на спусковий важіль шептала. Після повторної осічки граната ізолюється і знищується представниками служби озброєння.

## Бойове застосування
РПГ-18 з успіхом застосовувався російської армією та чеченськими бійцями  під час проведення обох Чеченських компаній. Саме з РПГ-18 було підбито більшість російської бронетехніки під час штурму Грозного у грудні 1994.[джерело?] Однак проти сучасних танків (таких наприклад, як Т-90) вони виявились малоефективними через недостатню бронепробивність.[джерело?]
Широко використовуються під час російсько-української війни.

## Цікаві факти
У всій документації цей виріб позначено як «реактивна протитанкова граната». Річ у тім, що списувати «гранатомет» кожного разу після пострілу було для військових справою абсолютно неприйнятною.

## Оператори
- Азербайджан
- Казахстан
- Вірменія
- Грузія
- Росія
- Україна
- Туркменістан
- Узбекистан
- Латвія

### Колишні
- СРСР
- НДР